# Kafr Ra’i
Kafr Ra’i (arab. ‏كفر راعي‎) – palestyńskie miasto położone w muhafazie Dżanin, w Autonomii Palestyńskiej. Według danych szacunkowych Palestyńskiego Centralnego Biura Statystycznego w 2016 roku miejscowość liczyła 9153 mieszkańców